# كواترو إرماوس
كواترو إرماوس بلدية في ولاية ريو غراندي دو سول في المنطقة الجنوبية من البرازيل.